# 케이훼어스
케이훼어스(K. Fairs Ltd.)는 1994년에 설립된 전시회 전문 주최 기획사이며 현재 국제전기전력전시회 (Electric Power Tech Korea), 미세먼지 및 공기산업박람회 (Air Fair), 사물인터넷 국제전시회 (IoT Korea Exhibition), 서울국제스포츠레저산업전 (SPOEX), 월드IT쇼 (World IT Show), 인-코스메틱스 코리아 (in-cosmetics Korea) 등의 국내 전시회를 주최 및 주관하고 있으며, 100여 해외 전시회의 한국지사 역할을 하고 있다. 2014년도에는 UFI 정회원이 되었으며 한국전시주최자협회와 한국전시산업진흥회에 가입되어 있다. 2009년 KORMARINE 전시회가 대한민국전시대상을 수상하였으며, 2010년 11월 국내전시서비스업계 최초로 석탑산업훈장을 수상했다.
케이훼어스는 세계 부동의 전시최고기업인 영국의 Reed Exhibitions와 미국의 E.J. Krause 등 해외 주최사들과 협력하여 광범위한 해외 네트워크를 가진 국내 대표 전시주최사이다.